# Calvin Helin
Calvin Helin  /həˈliːn/ es un hombre de negocios y escritor canadiense cuyo trabajo se ha enfocado en problemáticas aborígenes. Es miembro de la nación Tsimshian en el noroeste de la Columbia Británica.
Forma parte de la comunidad de la aldea Tsimshian de Lax Kw'alaams, BC. Es hijo de Barry Helin (Niisłaganuus, un jefe hereditario de la tribu Gitlaan ) y Verna Helin (de la casa real de 'Wiiseeks de la tribu Ginaxangiik ). En el sistema matrilineal Tsimshian, sigue a su madre como Ginaxangiik Tsimshian del clan Gispwudwada (Ballena asesina).
En 2006 publicó el libro Danzas con dependencia: éxito indígena a través de la autosuficiencia, ilustrado por su primo Bill Helin .
Desde 2018, Helin es presidente de Eagle Spirit Energy Holding Ltd. Adoptó una postura explícitamente neutral sobre el proyecto de expansión del oleoducto Trans Mountain en Canadá.